# Kanton Tarbes-4
Kanton Tarbes-4 (francouzsky Canton de Tarbes-4) je francouzský kanton v departementu Hautes-Pyrénées v regionu Midi-Pyrénées. Tvoří ho pouze část města Tarbes.